# 劇辛
劇辛（？—前242年），又称剧子、处子，戰國時期燕國將領，前242年入侵赵国时被庞煖擒杀。

## 生平
剧辛原居于趙国，與龐煖私交很好，燕昭王求贤时投奔燕国。前242年，燕王喜因赵国长期遭受秦国攻击，主将廉颇又出奔魏国，想趁机进攻赵国。出征前燕王喜曾询问剧辛关于庞煖的情况，剧辛说庞煖是很容易对付的。燕王喜于是以剧辛为将攻打赵国，赵国派庞煖迎战。最终赵军大胜，俘虏燕国两万人，剧辛被擒杀。

## 著作
《汉书·卷三十·艺文志》在法家论著里记载有《处子》九篇，钱穆根据颜师古的注解考证《处子》为剧辛的著作。

## 文学形象
长篇历史小说《东周列国志》中，剧辛于第一百零二回《华阴道信陵败蒙骜 胡卢河庞暖斩剧辛》中登场，本篇详细描述了庞暖与剧辛交战的经过：剧辛自赵奔燕后被任命为蓟（今北京市西南）郡守。燕王喜时，将渠称病辞去国相一职后由剧辛接任。燕王喜想报鄗代之战惨败于赵国之仇，剧辛也在燕王喜面前夸口说庞煖是容易对付的，燕王喜于是任命剧辛为主将攻打赵国，庞煖与乐乘、乐闲率军迎敌。庞煖先败剧辛一阵，燕将武阳靖中箭而亡。次日，剧辛邀请庞煖阵前对话，双方叙旧后再次激战，燕军不占优势，双方收兵。庞煖派使者给剧辛送去书信，说李牧已率赵军准备截击燕军后路，剧辛下令撤军，自己亲自断后。当夜庞煖率军追击剧辛，双方大战于胡卢河，剧辛战败后自刎，栗腹之子栗元被乐闲俘虏后遭处决。庞煖同李牧会师，乘胜进兵，取燕国武遂（今河北省徐水县西北遂城）、方城(今河北省固安县南)之地，燕王喜被迫派将渠求和后庞煖才撤军。
漫畫《王者天下》中，劇辛于李牧進攻燕國時登場，敘述中提到劇辛與樂毅同為燕昭王招賢令而奔燕，他雖才能不如樂毅，但為出人頭地而觀察樂毅，最後樂毅離開軍隊後，他成為燕國大將軍，數十年來守護燕國。大戰前夕，與燕王喜提到他過去在趙國鄉野多次斬殺"武神"，並認為自稱武神的龐煖也是這類。雙方大戰，燕國軍隊接連遭李牧的趙軍壓制，但劇辛很快便改變思路，順利找出趙軍本陣，卻遭一旁殺出的龐煖斬殺，燕軍潰敗。後再次被提及是在函谷關之戰，為新任燕國大將軍兀魯哈嘲諷。